# Davide Ghiotto
Davide Ghiotto (* 3. Dezember 1993 in Vicenza) ist ein italienischer Eisschnellläufer, der auf die Langstrecken spezialisiert ist. Er gewann bei den Olympischen Winterspielen 2022 die Bronzemedaille über 10.000 Meter und wurde 2023 Weltmeister über diese Distanz.

## Werdegang

### Anfänge und erste Olympiateilnahme (bis 2018)
Davide Ghiotto ist der Sohn des früheren Radrennfahrers Federico Ghiotto, der zwischen 1986 und 1993 unter anderem für das Team Ariostea fuhr. Er hat zwei jüngere Brüder und wuchs in der nordostitalienischen Provinz Vicenza auf. Im Alter von etwa sechs Jahren begann er mit dem Rollschuhlaufen. Zum Eislaufen wechselte Ghiotto 2013. Er trainierte zunächst bei Sportivi Ghiaccio Roana, dann bei Cosmo Noale Ice, ehe er Profi bei der zur Guardia di Finanza gehörenden Sportgruppe Fiamme Gialle wurde. Gleichzeitig absolvierte er ein Studium der Philosophie an der Universität Trient. Weil es in Italien keine überdachte Eisschnelllaufbahn gab, verbrachte Ghiotto im Training viel Zeit in Deutschland und in den Niederlanden. Mit seiner Partnerin und seinem Ende 2021 geborenen Sohn lebt er in einem Dorf in Zovencedo.
Ghiotto ist im Eisschnelllauf auf die Langstrecken über 5000 und 10.000 Meter spezialisiert. Zu Beginn der Saison 2016/17 startete er in Harbin erstmals im Weltcup und belegte dabei den dritten Platz über 5000 m in der B-Gruppe. Im weiteren Saisonverlauf gewann er bei der Winter-Universiade 2017 in Almaty jeweils die Goldmedaille über 5000 m und 10.000 m und belegte bei den Einzelstreckenweltmeisterschaften 2017 in Gangneung den fünften Platz über 10.000 m. In Gangneung stellte er mit einer Zeit von 13:01,38 Minuten einen italienischen Rekord auf der 10.000-Meter-Strecke auf, den er im November 2017 beim Weltcup in Stavanger auf 12:53,63 Minuten verbesserte. Bei den Olympischen Winterspielen 2018 in Pyeongchang lief Ghiotto auf den 19. Platz über 5000 m und auf den 12. Rang über 10.000 m.

### Aufstieg in die Weltspitze (seit 2018)

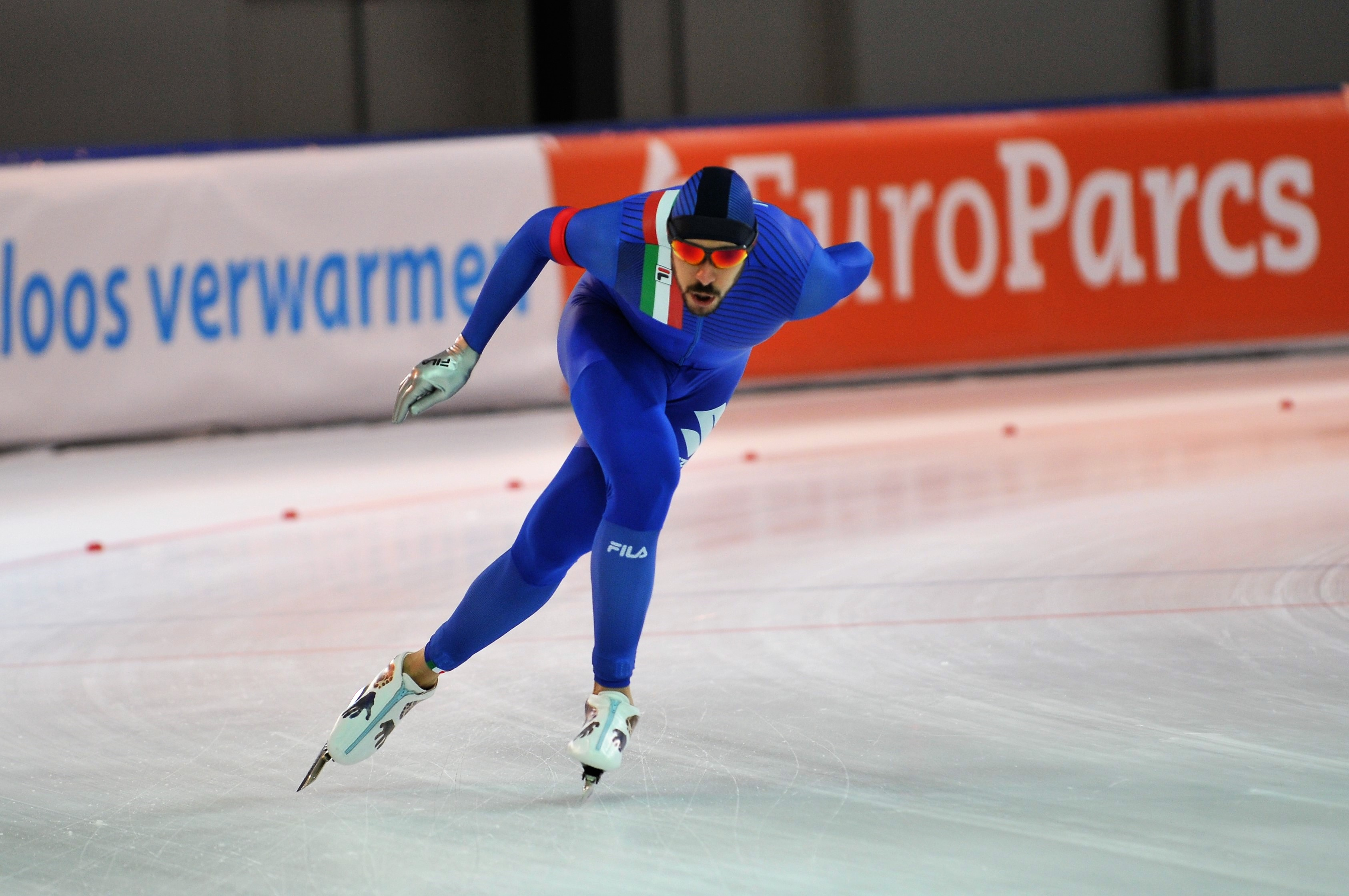
Ghiotto beim Weltcup in Stavanger im November 2022

Im Weltcup und bei internationalen Großereignissen etablierte sich Ghiotto ab Ende der 2010er-Jahre mit regelmäßigen Top-Zehn-Platzierungen in der internationalen Spitze. Sein erstes Podiumsresultat erreichte er im Dezember 2021 auf dem Utah Olympic Oval in Salt Lake City beim Weltcuprennen über 5000 m, das er – hinter Nils van der Poel und Patrick Roest – als Dritter mit einer persönlichen Bestzeit von 6:07,27 Minuten abschloss. Nach weiteren zweiten und dritten Rängen in den folgenden Wochen und Monaten beendete er die Saison 2021/22 auf dem zweiten Platz in der Langstrecken-Gesamtweltcupwertung. Zusammen mit Andrea Giovannini und Michele Malfatti gewann Ghiotto bei den Europameisterschaften 2022 in Heerenveen die Bronzemedaille in der Teamverfolgung. Bei den Olympischen Winterspielen 2022 in Peking holte er über 10.000 m in italienischer Rekordzeit von 12:45,98 Minuten Bronze hinter van der Poel und Roest. Außerdem wurde er bei Olympia Siebter in der Teamverfolgung und Achter über 5000 m.
Nach dem Karriereende Nils van der Poels waren Ghiotto und Patrick Roest die führenden Langstreckenläufer der Saison 2022/23. Nachdem Roest die ersten drei Weltcuprennen des Winters für sich entschieden hatte, feierte Ghiotto im Dezember 2022 auf dem Olympic Oval in Calgary (über 10.000 m) und im Februar 2023 in Tomaszów Mazowiecki (über 5000 m) jeweils vor Roest seine ersten Weltcupsiege. Im sechsten und letzten Langstrecken-Weltcuprennen wurde Ghiotto disqualifiziert, weil er seinen Konkurrenten Sander Eitrem beim Bahnwechsel behindert hatte. Dadurch fiel er auf den vierten Rang in der Gesamtwertung zurück. Bei den Weltmeisterschaften 2023 gewann Ghiotto zunächst über 5000 m die Silbermedaille hinter Roest und entschied dann das 10.000-Meter-Rennen für sich. Er verbesserte dabei den italienischen Rekord auf 12:41,35 Minuten und hatte mehr als 14 Sekunden Vorsprung auf den zweitplatzierten Jorrit Bergsma. Ghiotto wurde damit 31 Jahre nach Roberto Sighels Titel bei der Mehrkampfweltmeisterschaft 1992 der zweite italienische Eisschnelllaufweltmeister.
Bei italienischen Meisterschaften siegte Ghiotto fünfmal über 10.000 m (2017, 2018, 2019, 2020 und 2022), einmal über 5000 m (2019) und einmal im Mehrkampf (2023).

## Persönliche Bestzeiten
- 00500 m: 00:37,52 s (aufgestellt am 9. März 2024 in Inzell)
- 01000 m: 01:15,36 min (aufgestellt am 22. Februar 2015 in Inzell)
- 01500 m: 01:45,93 min (aufgestellt am 10. März 2024 in Inzell)
- 03000 m: 03:39,07 min (aufgestellt am 16. Oktober 2021 in Inzell)
- 05000 m: 06:04,23 min (aufgestellt am 28. Januar 2024 in Salt Lake City)
- 10.000 m: 12:25,69 min (aufgestellt am 25. Januar 2025 in Calgary)

## Teilnahmen an Weltmeisterschaften und Olympischen Winterspielen

### Olympische Spiele
- 2018 Pyeongchang: 12. Platz 10.000 m, 19. Platz 5000 m
- 2022 Peking: 3. Platz 10.000 m, 7. Platz Teamverfolgung, 8. Platz 5000 m

### Einzelstrecken-Weltmeisterschaften
- 2017 Gangwon: 5. Platz 10.000 m
- 2019 Inzell: 6. Platz 10.000 m, 11. Platz 5000 m
- 2020 Salt Lake City: 6. Platz 10.000 m, 7. Platz 5000 m
- 2021 Heerenveen: 4. Platz 10.000 m, 7. Platz 5000 m
- 2023 Heerenveen: 1. Platz 10.000 m, 2. Platz 5000 m, 4. Platz Teamverfolgung
- 2024 Calgary: 1. Platz 10.000 m, 1. Platz Teamverfolgung, 2. Platz 5000 m
- 2025 Hamar: 1. Platz 10.000 m, 2. Platz Teamverfolgung, 4. Platz 5000 m

### Mehrkampf-Weltmeisterschaften
- 2022 Hamar: 7. Platz Großer Vierkampf
- 2024 Inzell: 5. Platz Großer Vierkampf

## Weltcupsiege

### Weltcupsiege im Einzel
| Nr. | Datum             | Ort                 | Disziplin |
| --- | ----------------- | ------------------- | --------- |
| 1.  | 17. Dezember 2022 | Calgary             | 10.000 m  |
| 2.  | 11. Februar 2023  | Tomaszów Mazowiecki | 5000 m    |
| 3.  | 2. Dezember 2023  | Stavanger           | 10.000 m  |
| 4.  | 23. November 2024 | Nagano              | 5000 m    |
| 5.  | 25. Januar 2025   | Calgary             | 10.000 m  |

### Weltcupsiege im Team
| Nr. | Datum             | Ort    | Disziplin        |
| --- | ----------------- | ------ | ---------------- |
| 1.  | 24. November 2024 | Nagano | Teamverfolgung 1 |